# Meibomeus howdeni
Meibomeus howdeni is een keversoort uit de familie bladkevers (Chrysomelidae). De wetenschappelijke naam van de soort werd in 1976 gepubliceerd door Kingsolver & Whitehead.